# Pilori d'Ellezelles
Le pilori d'Ellezelles se trouve dans la commune belge d'Ellezelles, en Région wallonne.
Il se dresse à proximité de l'église Saint-Pierre-aux-Liens ; jusqu'à la fin XVIIIe siècle, on y attachait les criminels pour les exposer aux regards de la foule. La peine du pilori sera supprimée peu après la Révolution française.